# Josef Kracík (kněz)
Josef Kracík (28. listopadu 1914, Jičín – 7. února 1984, tamtéž) byl člen diecézní rady a farář Církve československé husitské.

## Život

### 1. republika
Od roku 1920 začal s celou rodinou navštěvovat bohoslužby Církve československé husitské, do které se přihlásil při únorovém sčítání lidu v roce 1921. Středoškolská studia absolvoval na Státním reálném gymnáziu v Jičíně. Po úspěšném složení maturitní zkoušky v červnu 1933 se přihlásil na Vysokou školu bohovědnou Církve československé, poté pokračoval ve studiu na Husově československé evangelické fakultě bohoslovecké v Praze. Teologická studia ukončil druhou odbornou zkouškou bohosloveckou v roce 1938. Jáhenské svěcení přijal 17. června 1936 v Praze-Dejvicích. Od 1. září 1937 do 31. ledna 1938 byl ustanoven jako jáhen v náboženské obci Církve československé husitské v Březnici, kde působil pod vedením faráře Františka Kalouse. Na kněze byl vysvěcen 28. září 1938. Po krátkém působení v Přepeřích nad Jizerou, které mělo trvání od 1. listopadu 1938 do 28. února 1939, byl od 1. března 1939 ustanoven farářem v Ledči nad Sázavou. Tam ho zastihla nacistická okupace i vypuknutí 2. světové války.

### Protinacistický odboj
Po nacistické okupaci zbytku českých zemí se zapálenému faráři podařilo přivést do bohoslužebných lavic větší počet věřících, kteří postupně přestávali být pouhými členy a začali žít s církví. Jeho promyšlená a výroky proti okupantům protkaná kázání byla pro věřící vzpruhou.
Členové rady starších faráře dokonce vybízeli k opatrnosti při veřejných vystoupeních, neboť se obávali jeho zatčení. Vedle své duchovenské služby si uvědomoval zvýšenou potřebu sociální pomoci. Při náboženské obci rozvinul působnost sociálního odboru, jehož činnost byla zaměřena nejen na pomoc chudým a potřebným, ale rovněž na rodiny postižené válkou a nacistickou perzekucí. V říjnu 1941 byl požádán o obstarání úkrytu pro pracovníka odboje Emanuela Peteru, působícího v rámci odbojové organizace Obrana národa na Královéhradecku, pro kterou díky svým obchodním cestám do zahraničí vykonával zpravodajskou činnost. Josef Kracík mu od listopadu 1941 zajistil úkryt v rodině Františka Kameníka, oficiála Československých státních drah ve Světlé nad Sázavou, kde se Petera přechodně skrýval až do konce roku 1944. Farář zároveň pro potřeby Obrany národa v severovýchodních Čechách organizoval zpravodajskou a spojovací službu.
V létě 1944 se Josef Kracík dozvěděl o činnosti domácího odboje na Humpolecku a navázal spojení s tamními činovníky. Skupina však byla sledována gestapem a farář Kracík vyzrazen humpoleckým duchovním Jaroslavem Surým, který podlehl tvrdému fyzickému týrání během vyšetřování a prozradil řadu svých spolupracovníků a známých. Josef Kracík byl zatčen 20. února 1945 v Ledči nad Sázavou. Po několikadenním vyšetřování, kdy mu bylo kladeno za vinu, že přechovával hledané osoby a spolupracoval s nimi, šířil protinacistické letáky a svým smýšlením posiloval v obyvatelstvu protiněmecké nálady, byl počátkem března 1945 transportován do Malé pevnosti v Terezíně. Bránou policejní věznice prošel transportem s asi 100 vězňů ve večerních hodinách 6. března 1945. Byl zaevidován pod číslem 5309 a umístěn na cele číslo 6 prvního dvora. V polovině dubna 1945 se nakazil skvrnitým tyfem. S horečnatým onemocněním bojoval až do 8. května 1945, lékařská prohlídka odhalila přetrvávající obtíže spojené s tyfovou nákazou. Z Malé pevnosti byl poslán do bývalé divizní nemocnice Terezín–Kréta. Setkal se tam se známým četníkem z Ledče nad Sázavou, který byl do Terezína poslán v rámci České pomocné akce. Jeho prostřednictvím získal první léky a byl přiřazen k vězňům z Mladoboleslavska, kteří odjížděli autobusem domů. Až do 21. května 1945 byl hospitalizován v mladoboleslavské nemocnici, celý červen se pak doléčoval v Poděbradech.

### Po roce 1945
V červenci 1945 mohl znovu nastoupit na farářské místo. Ustanoven byl v náboženské obci Bakov nad Jizerou, jejíž obvod sahal až k České Lípě; zpočátku administroval také Kněžmost. Dne 22. července 1946 uzavřel v Hradci Králové sňatek s Annou, rozenou Strakovou. V manželství se narodily dvě děti: Pavel (* 1947) a Alena (* 1954). V Bakově byl členem Československé strany národně socialistické, po únoru 1948 se přihlásil do Komunistické strany Československa, ale v roce 1952 ze strany vystoupil. V místní pobočce Svazu protifašistických bojovníků byl činný jako jednatel. Od listopadu 1950 byl přeložen do Jičína, kde sloužil až do své smrti. V polovině 50. let, kdy s nuzným farářským platem – manželku nechtěli jako „ženu faráře“ přijmout do žádného zaměstnání – Kracíkovi vychovávali již dvě děti, se značně zhoršila jejich existenční situace. Zejména tehdy musel Kracík odolávat pokušení vzdát se farářské služby a odejít do civilního zaměstnání. Cítil se však vázán slibem, který učinil v modlitbách po příchodu na Malou pevnost, že pokud se vrátí po válce domů, bude nadále sloužit ve své církvi. Aby mohl uživit děti na studiích, přivydělával si raději jako noční pekařský dělník. Ve farářské službě ze stejných důvodů pokračoval i po dovršení důchodového věku v roce 1977.
Zemřel 7. února 1984 ve věku 69 let. Téhož dne se předtím zúčastnil zasedání teologického poradního sboru a diecézního mírového výboru v Hradci Králové, jejichž byl členem, stejně jako řadu let patřil k funkcionářům královéhradecké diecézní rady a Jednoty duchovenstva.